# ジョン・ロスロップ・モトリー

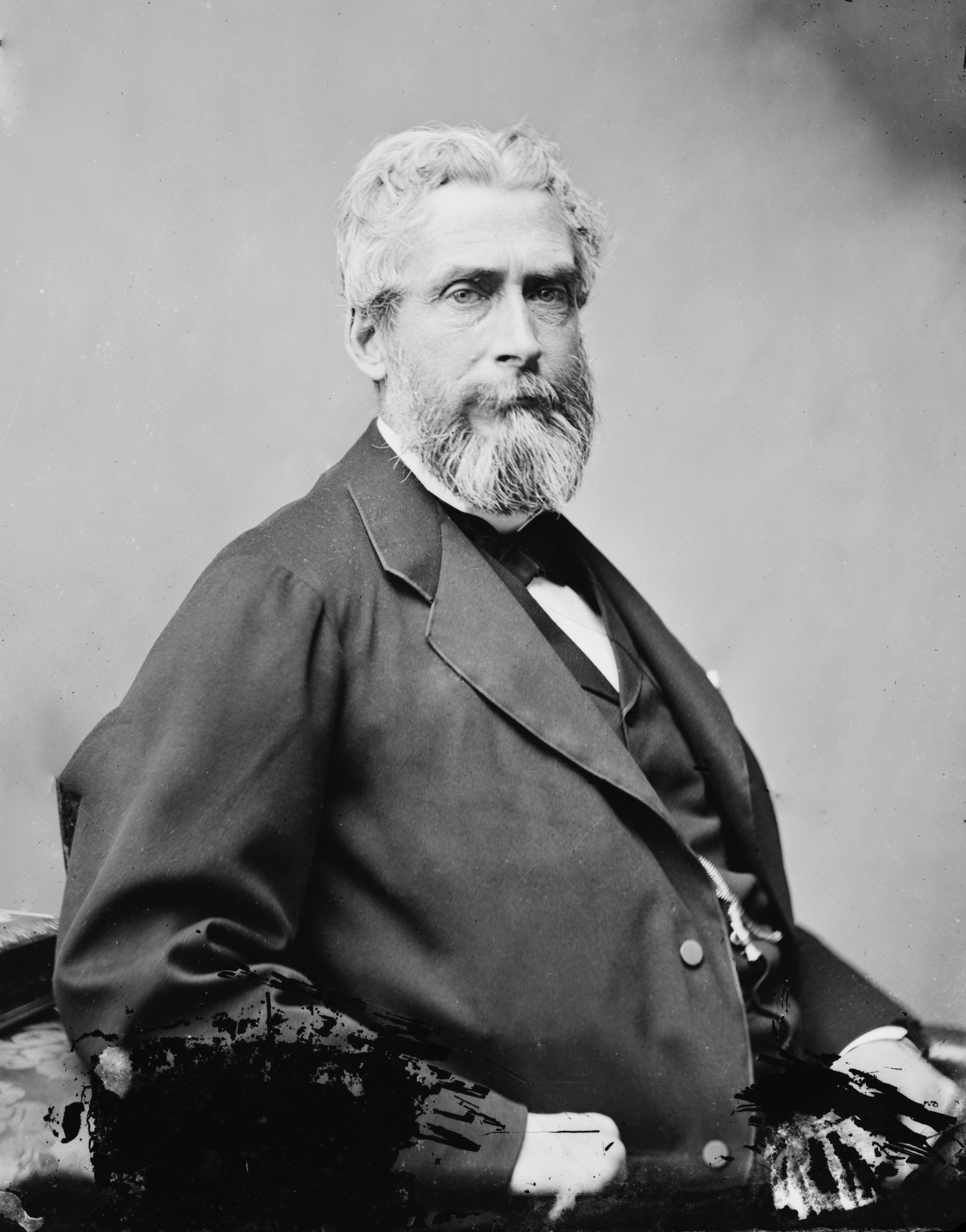
ジョン・ロスロップ・モトリー

ジョン・ロスロップ・モトリー（John Lothrop Motley, 1814年4月15日 - 1877年5月29日）は、アメリカ合衆国の歴史家、外交官。

## 生涯
1814年4月15日、モトリーはマサチューセッツ州ドーチェスターにおいて誕生した。モトリーはラウンド・ヒル・スクールとボストン・ラテン・スクールで学び、1831年にハーバード大学を卒業した。モトリーは幼少時代はマサチューセッツ州デダムで過ごし、現在のノーブル・アンド・グリーノー・スクール近辺に居住していた。
モトリーはその後ハノーファー王国へ渡り、ゲッティンゲン大学で学んだ。モトリーはオットー・フォン・ビスマルクと知り合い、続いてベルリンのフリードリヒ・ヴィルヘルム大学で学んだ。モトリーは1834年にアメリカへ帰国し、その後も法律の勉強を継続した。
1839年、モトリーは匿名で小説『Morton's Hope, or the Memoirs of a Provincial』を発表した。1841年、モトリーは外交官となり、ロシア帝国のサンクトペテルブルク公使館で書記官となったが、わずか3ヶ月足らずで辞職した。モトリーはアメリカに帰国後、文筆生活に入った。さまざまな歴史論や評論をノース・アメリカン・レビュー誌に寄稿した。特に1849年に発表した『Polity of the Puritans』は大きく注目を集めた。モトリーはその一方で、小説『Merry Mount, a Romance of the Massachusetts Colony』も執筆した。
モトリーは1846年頃からオランダの歴史の研究を始め、特にネーデルラント連邦共和国時代について深く取り組んだ。モトリーはこの研究で大量の成果物を作成したが、次第にアメリカ国内で資料を集めるのが困難になっていった。1851年、モトリーは更なる研究のためヨーロッパへ渡り、ドレスデンやブリュッセル、ハーグで5年にわたって資料収集をした。1856年、モトリーは研究成果を『The Rise of the Dutch Republic』として出版した。増刷を幾度も重ね、またフランス語、オランダ語、ドイツ語、ロシア語にも翻訳された。1860年には上下2巻の『The United Netherlands』も出版した。これらの成果はいずれも大規模なものであり、モトリー独自の研究の成果を、具体化して残したものであった。1867年には更に別冊2巻を出版し、1609年の停戦までの歴史を詳しく記した。1861年に南北戦争が開戦した際には、モトリーは合衆国に好意的なイギリスのタイムズ紙に2通の手記を評論した。それらの評論は後に合衆国内で『Causes of the Civil War in America』と題されたパンフレットにより頒布され、リンカーン大統領に好印象を与えた。
この評論により、モトリーは、1861年に駐オーストリア公使に指名された。モトリーは1867年に辞任するまで6年にわたって公使を務め、職務を成功裏に務めた。モトリーは続いて1869年に駐イギリス公使となったが、1870年末にグラント大統領により召還された。その後モトリーはしばらくの間オランダに滞在し、続いてイングランドに移り住んだ。モトリーは1874年に2巻の伝記『Life and Death of John Barneveld』を発表した。モトリーは病により次第に執筆活動ができなくなり、1877年5月29日にドーセット州ドーチェスターで死去した。モトリーの遺体はロンドン市内のケンサルグリーン墓地に埋葬された。

## 家族
ジョン・ロスロップ・モトリーの父親はトマス・モトリー (Thomas Motley, 1780-1865)、母親はアン・ロスロップ (Ann Lothrop, 1785-1864) であった。モトリーは1837年に詩人パーク・ベンジャミンの娘メアリー・エリザベス・ベンジャミン (Mary Elizabeth Benjamin, 1814-1874) と結婚した。2人の間には以下の子供が生まれた。
1. エリザベス・カボット・モトリー (Elizabeth Cabot Motley, 1841-1928)
2. メアリー・ロスロップ・モトリー (Mary Lothrop Motley, 1843-????)
3. スーザン・モトリー (Susan Motley, 1848-????)

## 主な作品
- Morton's Hope, or the Memoirs of a Provincial, 1839
- Merry Mount, a Romance of the Massachusetts Colony, 1849
- The Rise of the Dutch Republic, 3 vol., 1856
- History of the United Netherlands, 4 vol., 1860–67
- The Life and Death of John of Barneveld, 1874